# والتر إل. ريد
والتر إل. ريد (بالإنجليزية: Walter L. Reed)‏ هو جندي أمريكي، ولد في 31 يناير 1891 في Fort Apache, Arizona ‏ في الولايات المتحدة، وتوفي في 1 مايو 1956 في Walter Reed Army Medical Center ‏ في الولايات المتحدة.